# Rudnyansky (huyện của Volgograd)
Huyện Rudnyansky (tiếng Nga: ? райо́н) là một huyện hành chính tự quản (raion), của Tỉnh Volgograd, Nga. Huyện có diện tích 1920 kilômét vuông, dân số thời điểm ngày 1 tháng 1 năm 2000 là 20800 người. Trung tâm của huyện đóng ở Rudnya.